# Halloweenpumpa
Halloweenpumpa eller halloweenlykta, stundom pumpahuvud etc (engelska: Jack-o’-lantern), är en halloweendekoration som består av en urgröpt pumpa, i äldre tradition majrova eller kålrot, med utskuret lock som dekorerats med ett urskuret ansikte i skalet (främst ögon, näsa, mun). I innandömet placeras sedan vanligen ett tänt ljus. 
Traditionen att tillverka halloweenpumpor och dito kommer ursprungligen från Irland, men spreds vidare främst till USA med irländska immigranter och blev då en del av halloweenfirandet.

## Jack-o’-lantern i folktron

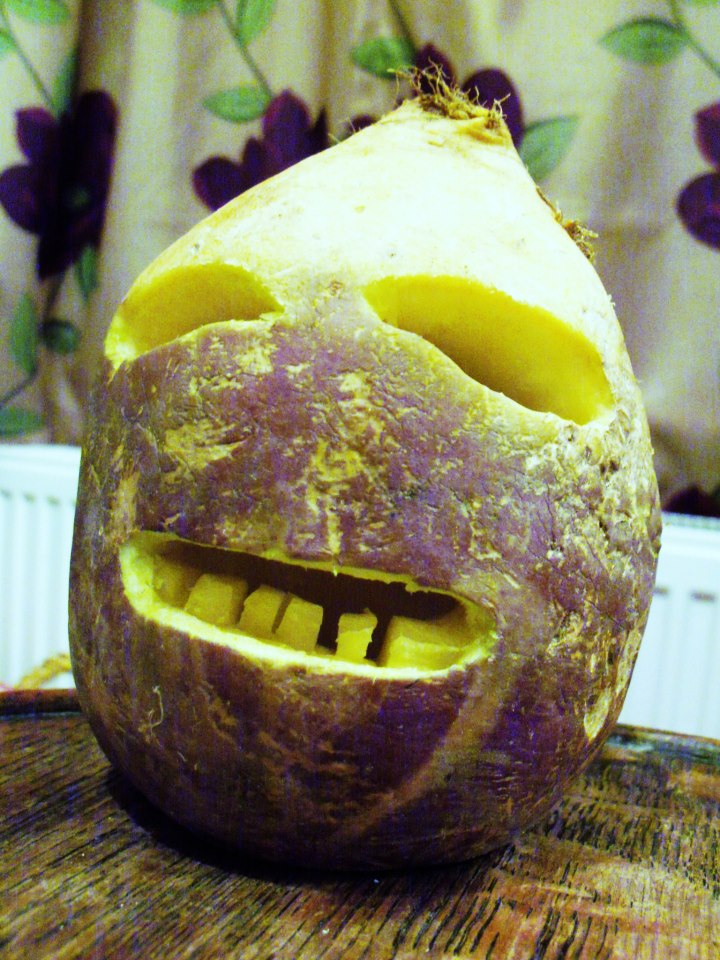
Äldre Jack-o'-Lantern gjord av rova.

Traditionen kring jack-o'-lantern går tillbaka till den irländska sägnen om den elaka men sluga smeden Jack, som var så törstig att han sålde sin själ till djävulen för en slant till något starkt att dricka. Då djävulen hade förvandlat sig till ett mynt, lade Jack istället det i fickan tillsammans med ett silverkors vilket förhindrade djävulen att förvandla sig tillbaka.
Till slut lovade djävulen att ge Jack uppskov på ett helt år innan han skulle komma tillbaka och kräva Jack på hans själ, vilket Jack gick med på. När djävulen ett år senare kom tillbaka, lovade Jack att lydigt följa med om djävulen bara ville ge honom ett äpple från ett visst äppelträd. Djävulen gick med på detta, men då han klättrat upp i trädet ristade Jack snabbt in ett kors längs med stammen och åter igen var djävulen fast och oförmögen att ta sig ner från trädet. Jack lät inte djävulen komma ner förrän denne svurit att ge avkall på Jacks själ för alltid.
Men när så dagen kom då Jack dog, förvägrades han inträde till himmelriket på grund av allt ofog han ställt till med på jorden under sitt långa liv. Inte heller djävulen, kunde ge Jack inträde i helvetet då ju denna svurit på att aldrig göra anspråk på hans själ igen. Således var Jack nu dömd att för alltid förbli en osalig ande på jorden.
Jack bad djävulen om en lykta, så att han skulle kunna hitta tillbaka till jordelivet från helvetets mörker. Djävulen kastade då några glödande kol åt Jack som han lade i en ihålig kålrot. Han blev senare känd som ”Jack med lyktan” (engelska: Jack of the lantern eller Jack-o’-lantern), då han av människorna titt som tätt setts vandra över markerna ensam med sin kålrotslykta, än idag oförmögen att få frid.
En minst lika vanlig variant av legenden är att Jack egentligen var en bonde som ingick en pakt eller ett avtal med djävulen om sin själ. Något kors nämns över huvud taget inte i den varianten av historien.

## Jack-o’-lantern i fiktiva verk
Marvel Comics (med seriefigurer som Spider-Man och Fantastic Four) har en så kallad skurk vid namn Jack-o’-lantern. Han påminner om Green Goblin, men har en brinnande pumpa till huvud.